# Orlamünde
Orlamünde település Németországban, azon belül Türingiában. Lakosainak száma 1063 fő (2023. december 31.).

## Fekvése
Jénától délre, Kahlától délnyugatra fekvő település.

## Története
A 70 méterrel a folyó fölött, három oldalán meredeken kiemelkedő homokkő sziklacsoporton fekvő városrész, valamint a régebbi, az ettől keletre, a folyó mentén hosszan húzódó egykor önálló Zeutsch városrészből álló település története a 10. századra nyúlik vissza. A 10. század végén a sziklacsoport keleti részén épült fel a vár, őrként az Orla folyó torkolatvidéke felett. A vár Orlamünde grófjainak hűbérbirtoka volt, az általuk alapított településsel együtt. A vár és az alatta húzódó település sorsa szorosan összefüggött. A  várat és a várost erős fallal vették körül, mely ellenállt minden ostromnak, urai ezáltal erős hatalomra tettek szert. Később, mikor már a várat nem lakták, az elpusztult, az időnek csak a kemenata állt ellen, melyet később megerősítették és gabonaraktárnak használták.
A város is elvesztette jelentőségét, fejlődési és terjeszkedési lehetősége nem volt. Manapság egyre inkább fellendülőben van idegenforgalma által.
Az Óvárosba a Hohes tor-on át jutunk be. Egyetlen, hosszan elnyúló, kígyózó utcája közepén piactérré szélesedik ki, ahol szép kút és a Városháza található. A várost az Oberthoron keresztül hagyhatjuk el.

## Nevezetességek
- Kemenate - A négyszögletes, cseréptetős épületkolosszus Thüringiában a legnagyobb. Építési idejét a 11. századra teszik. A várat, pedig, amely hozzá tartozott először egy 1115-ből való oklevél említette. Hatalmas alapfalai mutatják, hogy egykor a Saale völgyének fontos erődítménye lehetett. A várból megmarad egyéb falmaradványok még: kapu, kút, és falrészletek.
- Városháza - a gótikus épület 1493-ból származik.
- Szt. Jakab templom - a 12. század körül épült. 1504 körül újították fel.

## Galéria

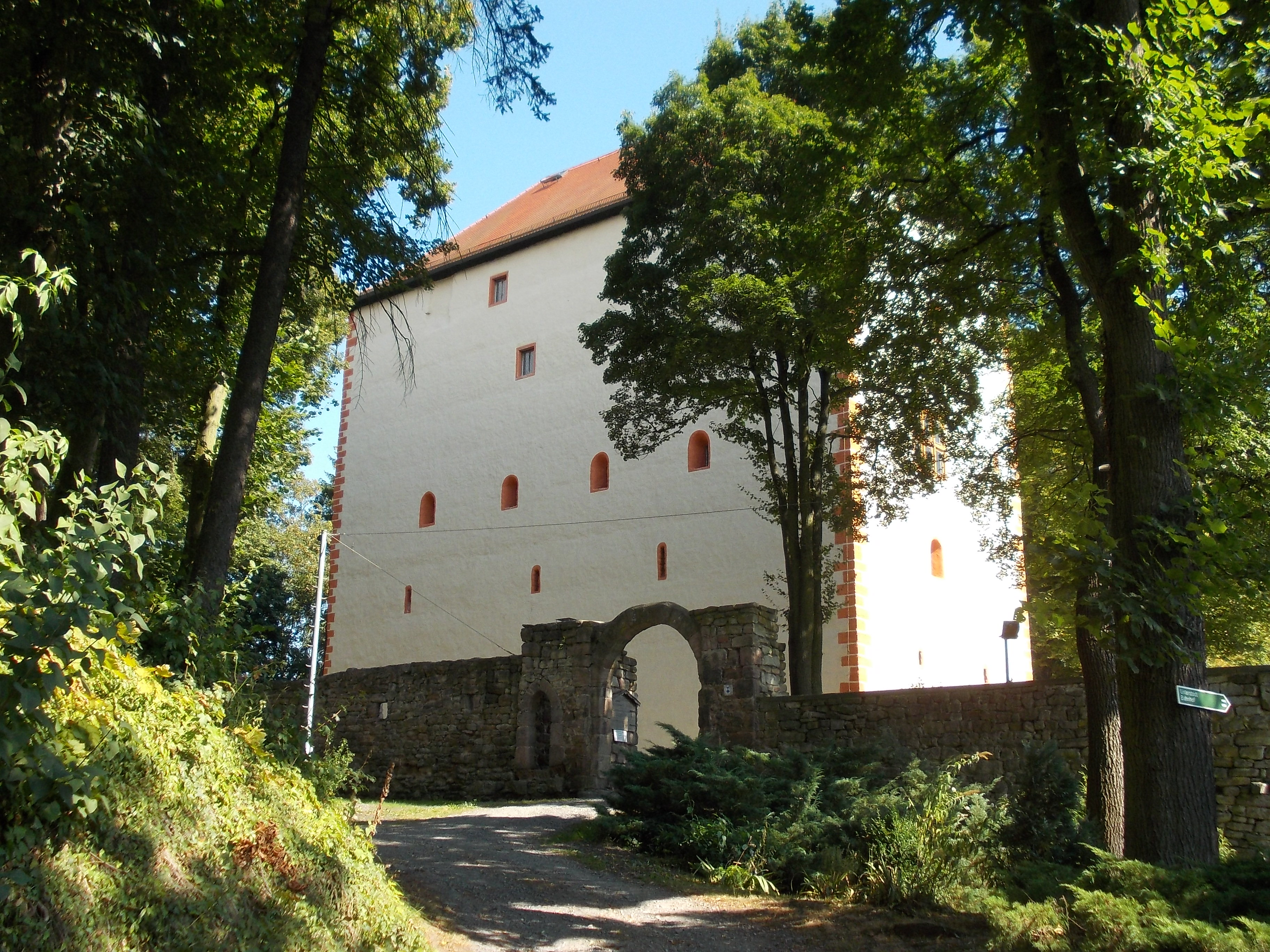
Kemenate
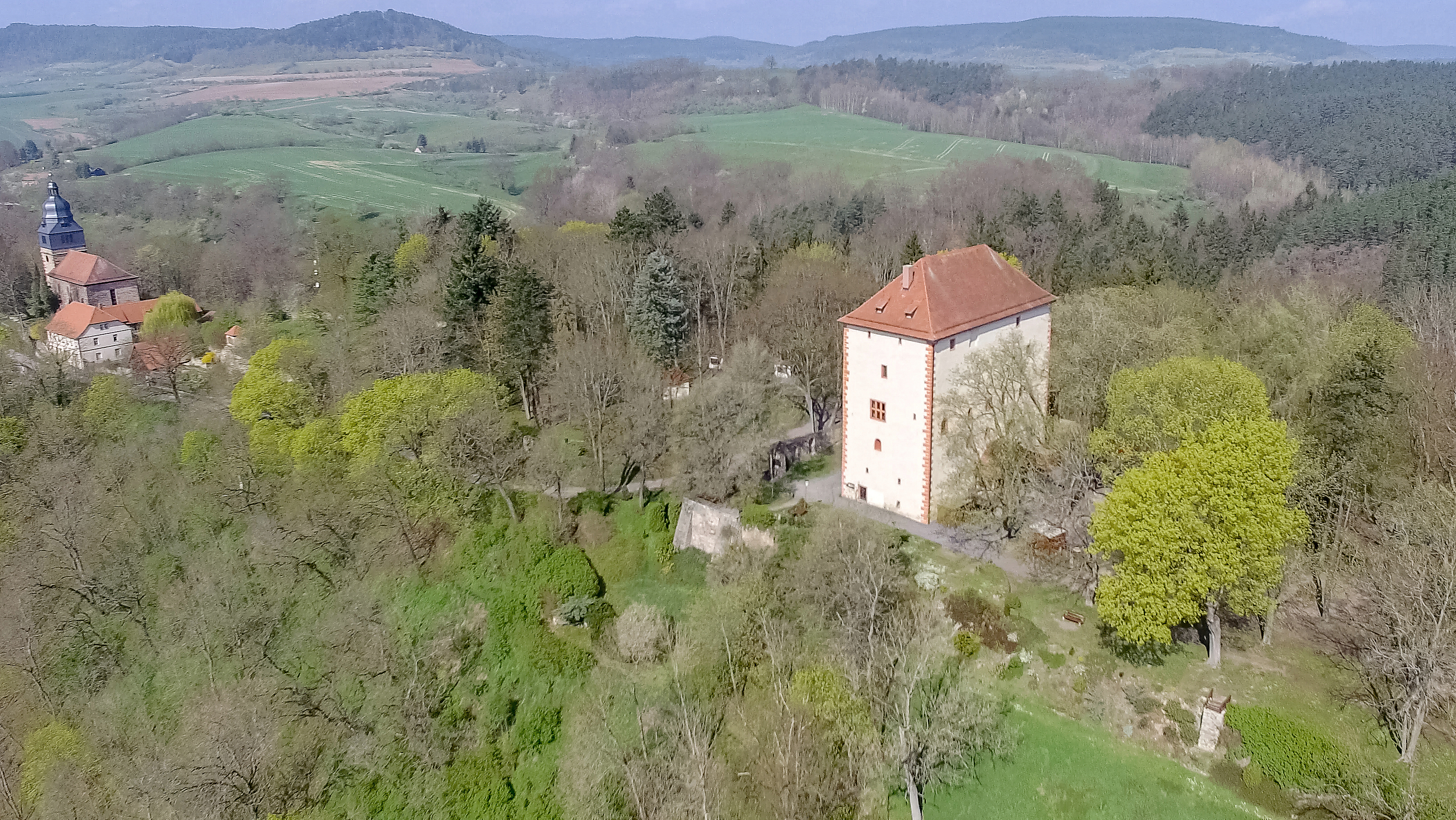
A Kemenate látképe
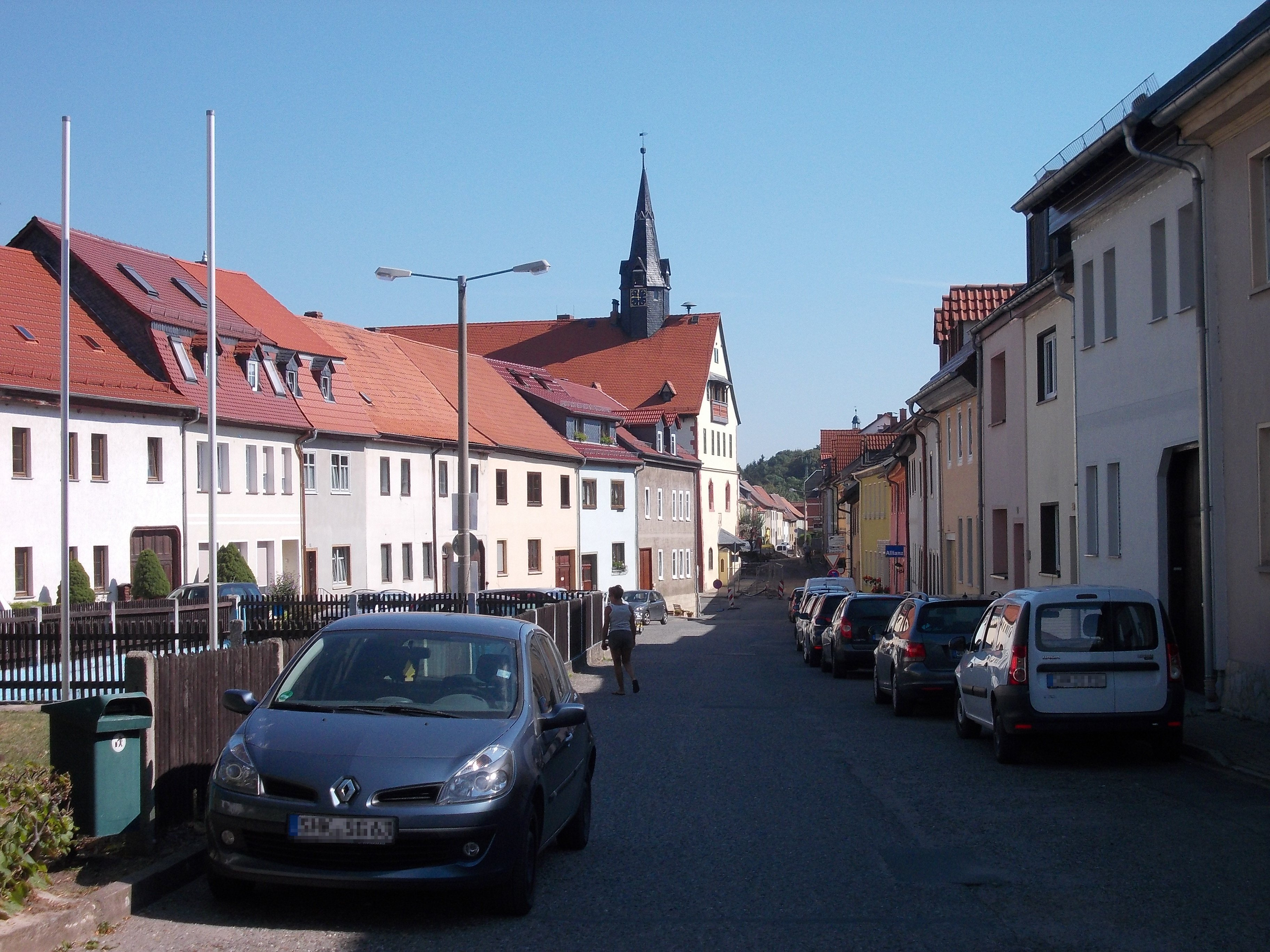
Piactér
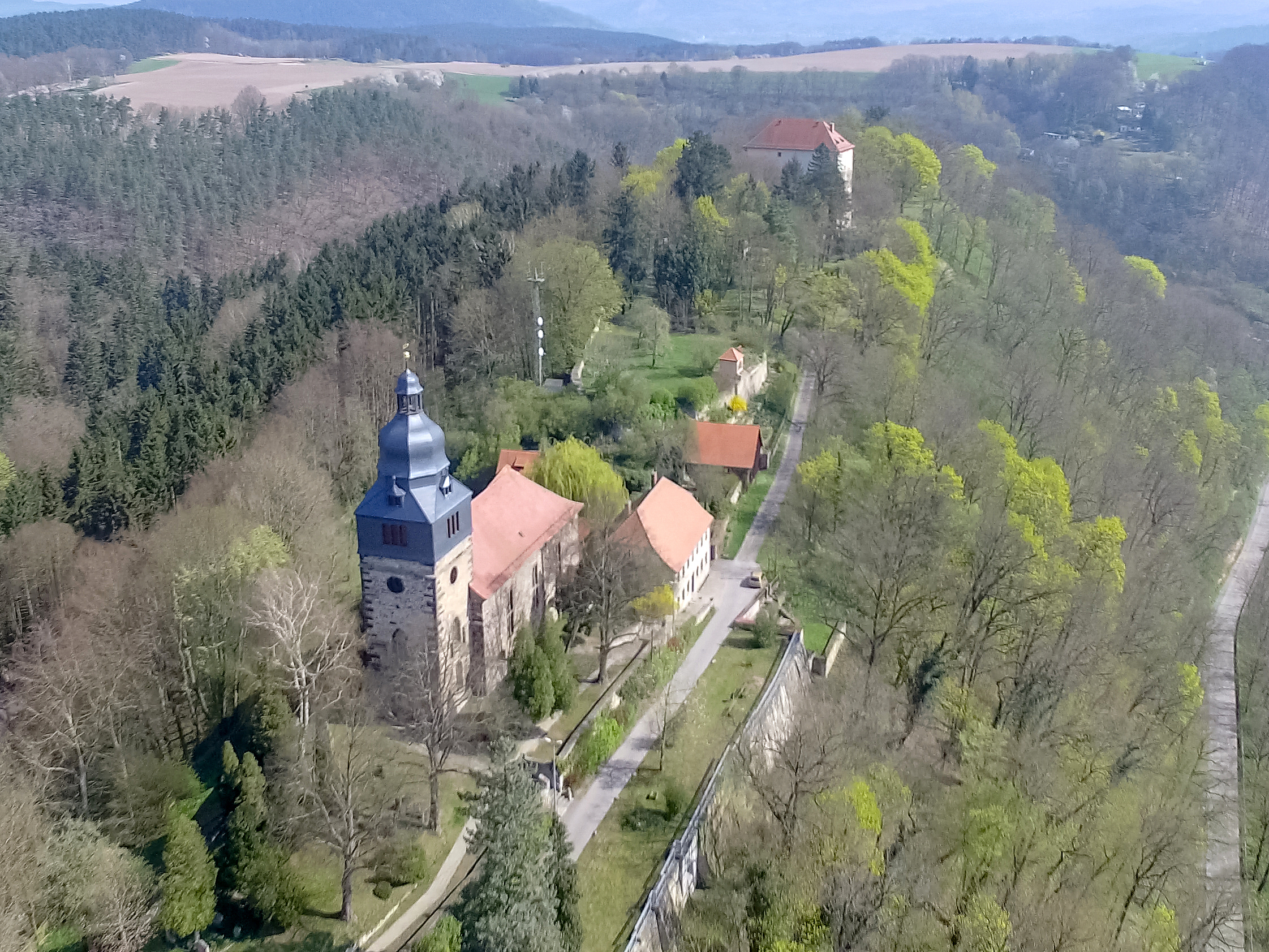
Stadkirche látképe, távolban a Kemenateval
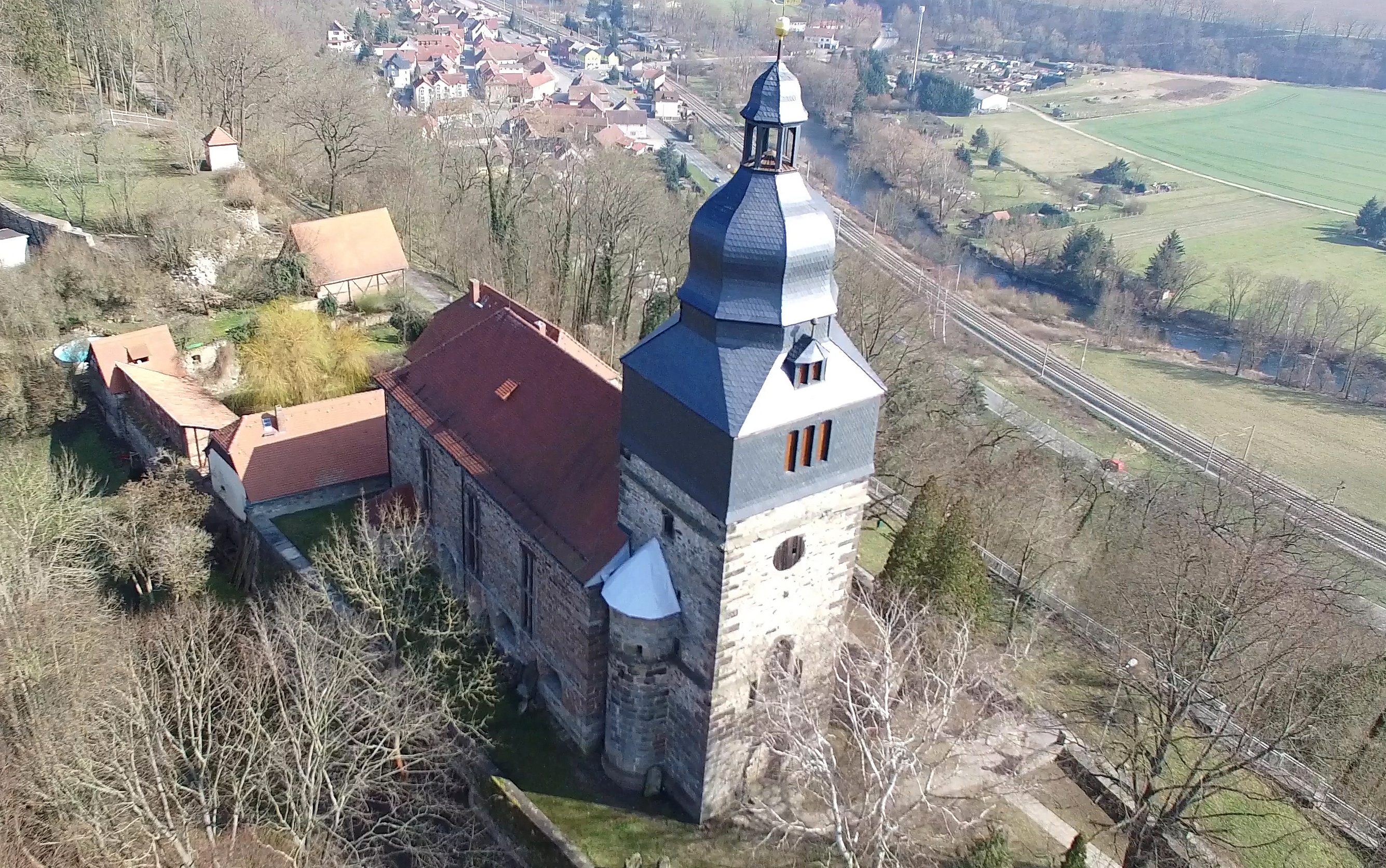
Stadtkirche
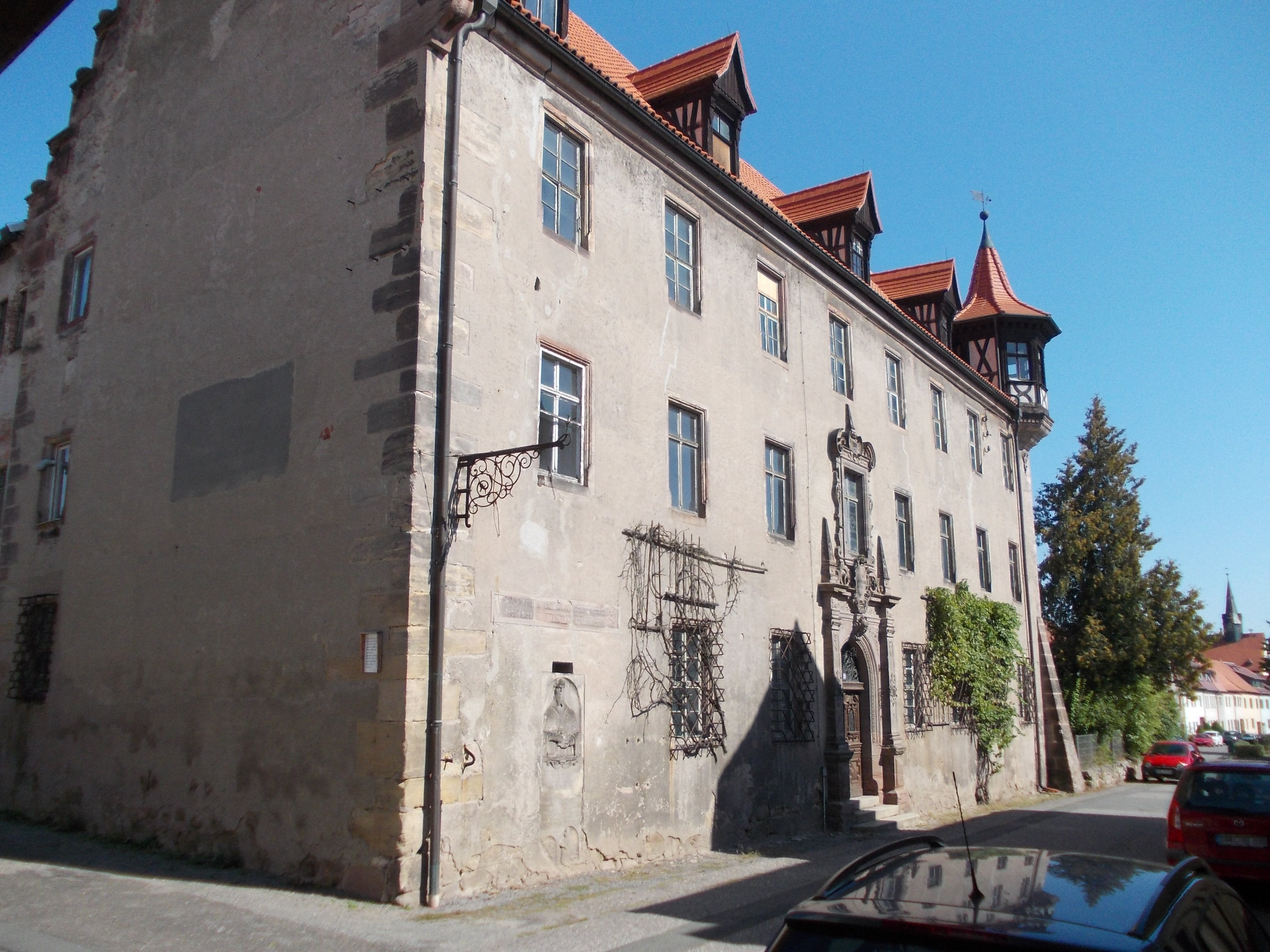
Wilhelmiten kolostor
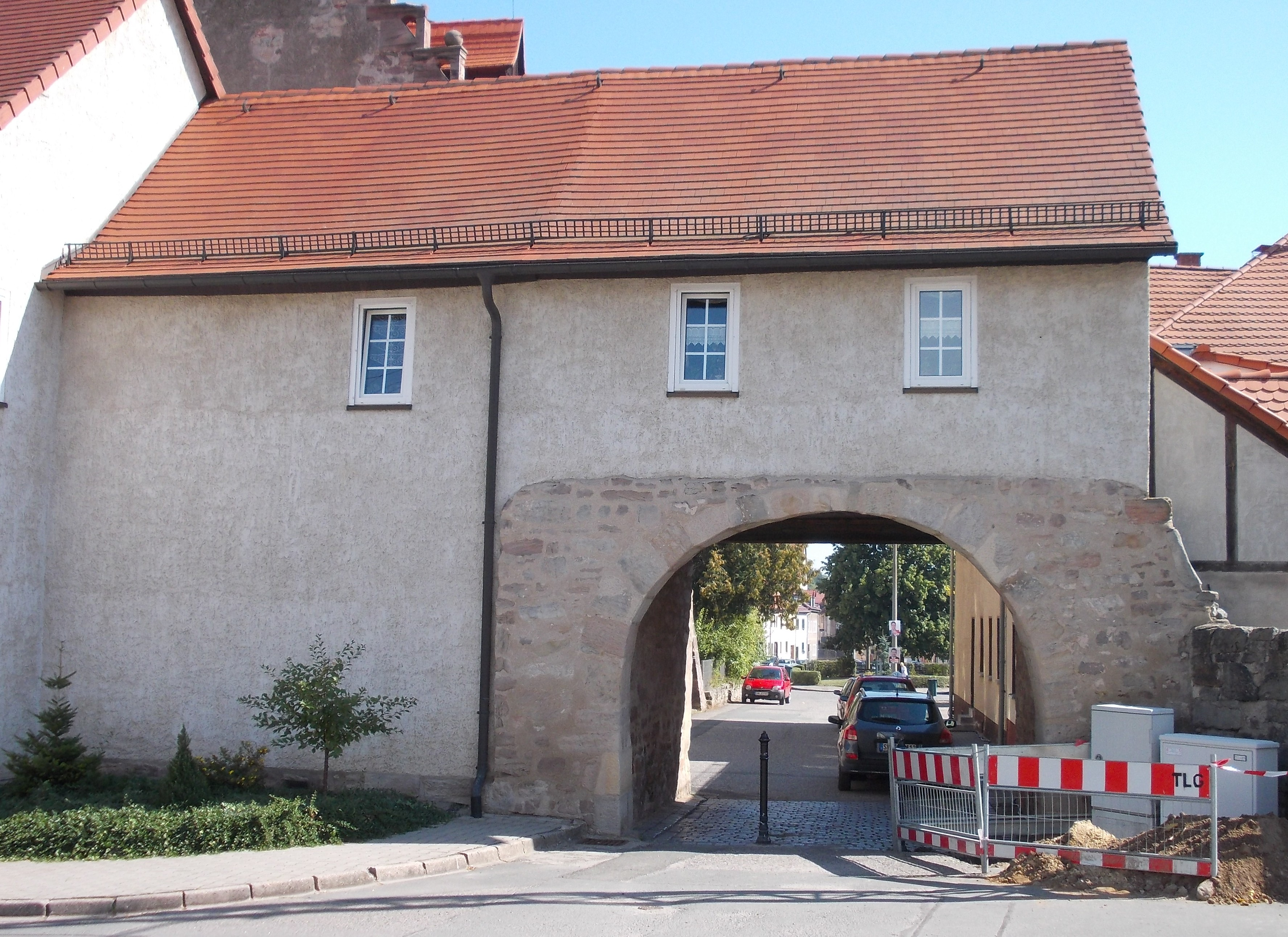
Városkapu
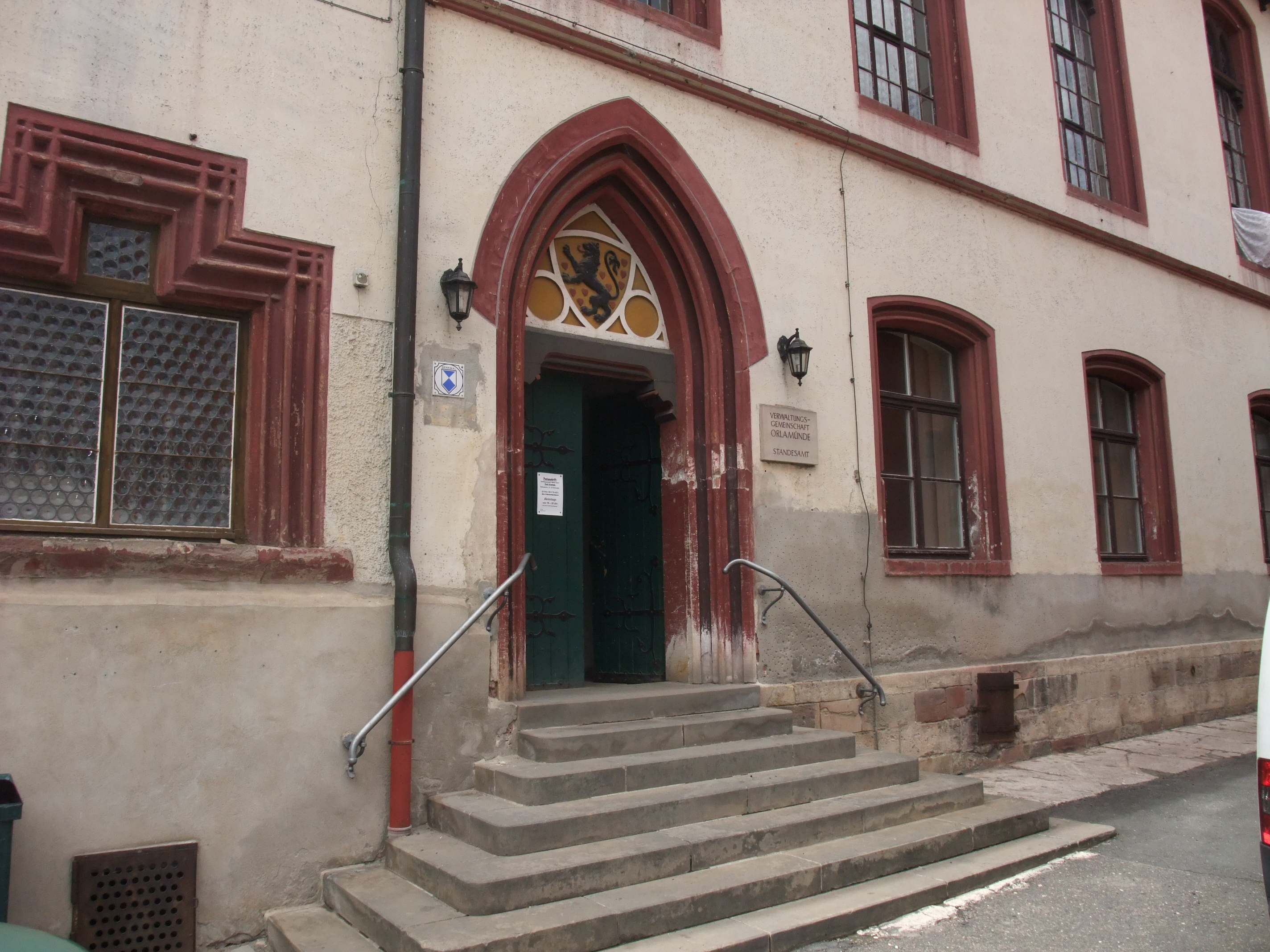
Városháza (Rathaus)

## Népesség
A település népességének változása:
| Lakosok száma | 1117 | 1113 | 1083 | 1073 | 1063 |
|               | 2017 | 2019 | 2021 | 2022 | 2023 |